# Avadi
Avadi là một thành phố và khu đô thị của quận Thiruvallur thuộc bang Tamil Nadu, Ấn Độ.

## Địa lý
Avadi có vị trí 13°07′B 80°06′Đ / 13,12°B 80,1°Đ Nó có độ cao trung bình là 17 mét (55 foot).

## Nhân khẩu
Theo điều tra dân số năm 2001 của Ấn Độ, Avadi có dân số 230.913 người. Phái nam chiếm 52% tổng số dân và phái nữ chiếm 48%. Avadi có tỷ lệ 79% biết đọc biết viết, cao hơn tỷ lệ trung bình toàn quốc là 59,5%: tỷ lệ cho phái nam là 84%, và tỷ lệ cho phái nữ là 74%. Tại Avadi, 10% dân số nhỏ hơn 6 tuổi.